# Вестре
Вестре (њем. Westre) општина је у њемачкој савезној држави Шлезвиг-Холштајн. Једно је од 132 општинска средишта округа Нордфризланд. Према процјени из 2010. у општини је живјело 401 становника. Посједује регионалну шифру (AGS) 1054154.

## Географски и демографски подаци
Вестре се налази у савезној држави Шлезвиг-Холштајн у округу Нордфризланд. Општина се налази на надморској висини од 17 метара. Површина општине износи 19,1 km². У самом мјесту је, према процјени из 2010. године, живјело 401 становника. Просјечна густина становништва износи 21 становника/km².